# Microterys contractus
Microterys contractus är en stekelart som först beskrevs av Hoffer 1953.  Microterys contractus ingår i släktet Microterys och familjen sköldlussteklar. Inga underarter finns listade i Catalogue of Life.